# Selfridges
Pour les articles homonymes, voir Selfridge.

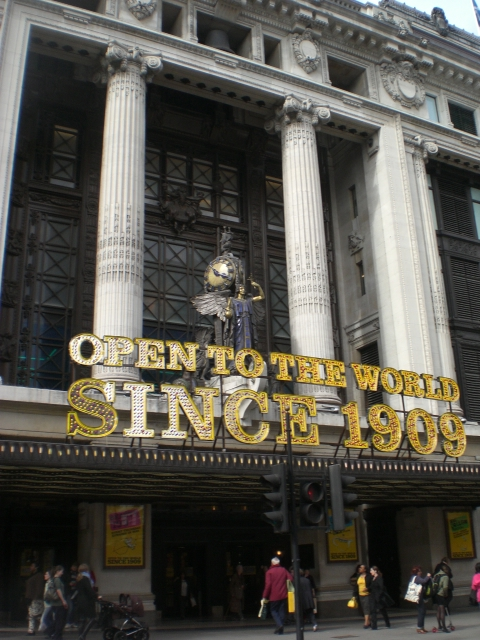
Selfridges à Oxford Street.

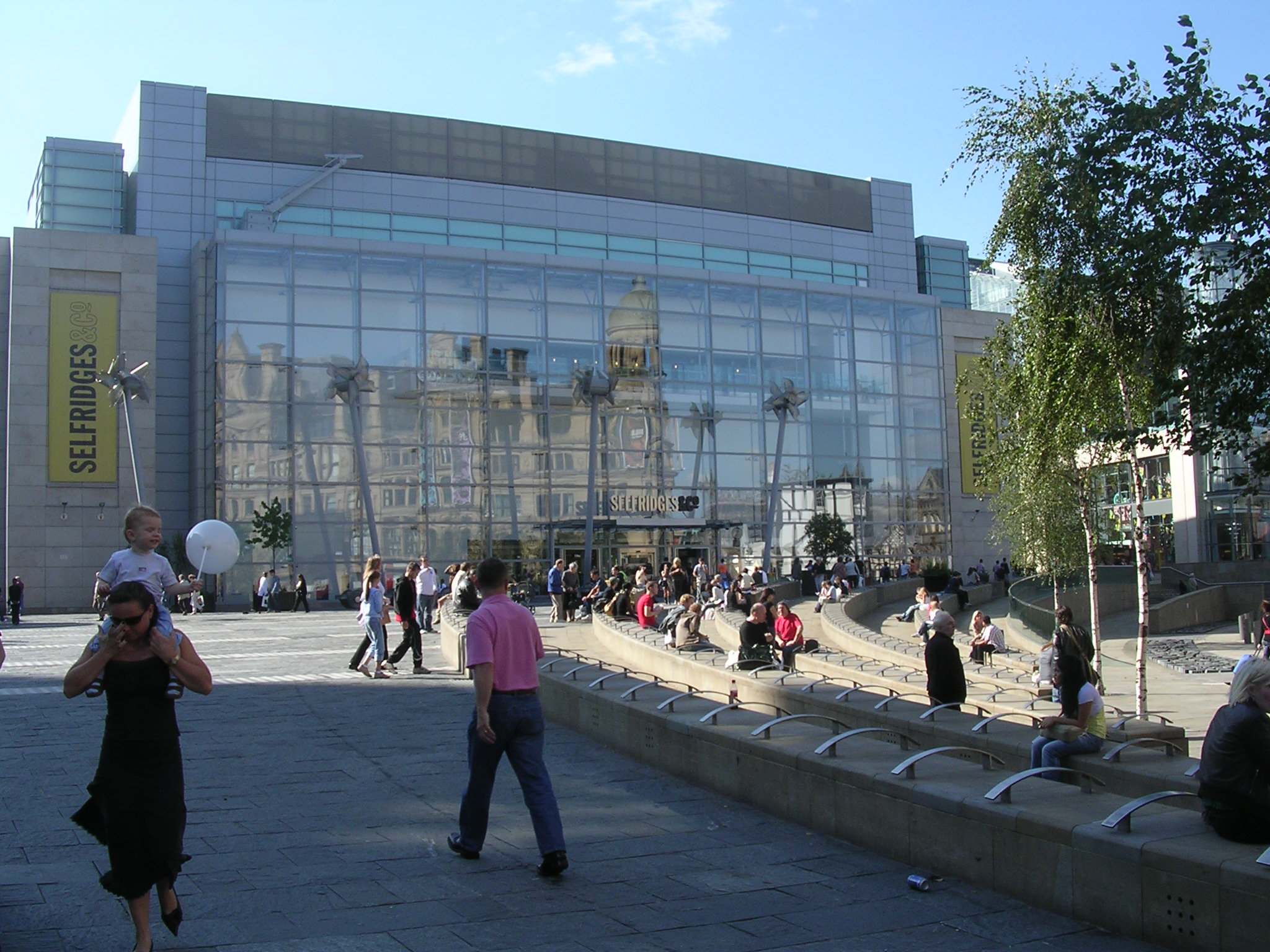
Selfridges à Manchester

Selfridges est une chaine de grands magasins de luxe au Royaume-Uni. Elle est composée d'un réseau de 18 grands magasins au Royaume-Uni, et possède également les groupes De Bijenkorf (Pays-Bas) et Brown Thomas and Arnotts(en) (Irlande). 

## Histoire
Elle a été créée par un entrepreneur américain, Harry Gordon Selfridge, qui ouvrit un magasin sur Oxford Street à Londres le 15 mars 1909 avec un niveau de service clientèle jamais vu jusqu'alors : on pouvait recoudre un bouton de veste perdu par un client, nettoyer ses gants, renfiler ses perles, repolir ses verres de lunettes. Harry Selfridge fut un promoteur de la devise « Le client a toujours raison. ».
Un peu plus tard, deux autres magasins se sont ouverts : le premier à Birmingham, et le second à Manchester.
Première à déployer de grandes vitrines sophistiquées pour présenter ses articles, l'enseigne « révolutionne l'univers de la distribution » en faisant des grands magasins des lieux de vie et de sociabilité, hébergeant des restaurants, œuvres d'art et spectacles.
La société a été brièvement membre de l'Association Internationale des Grands Magasins de 1951 à 1953.
En 2003, l'enseigne est rachetée par la famille canadienne Weston pour 598 millions de livres.
En 2009, Selfridges devient aussi le plus grand magasin de chaussures du monde avec une surface de vente dédiée de 3 250 m2, dépassant de peu les Galeries Lafayette à Paris.
En décembre 2021, Selfridges annonce être acquis pour 4 milliards de livres par un consortium composé de Central Group, une entreprise thaïlandaise et Signa Group, une entreprise autrichienne. L'accord comprend la reprise de 17 magasins sur 25, excluant les 7 magasins situés au Canada. Central Group devient par la suite propriétaire unique de Selfridges en novembre 2023, après le rachat de parts de Signa Group, qui conserve toutefois une participation dans l'entreprise.